# Kawcza
Kawcza – nadmorskie wzniesienie o wysokości 61 m n.p.m. w Paśmie Wolińskim, na wyspie Wolin, nad Zatoką Pomorską, na obszarze Wolińskiego Parku Narodowego. Położone na terenie powiatu kamieńskiego, gminy Międzyzdroje, znajduje się ok. 0,6 km na wschód od zabudowy miasta Międzyzdroje.
Na zboczu wzniesienia, nad samym klifem znajduje się punkt widokowy o wysokości 56,9 m n.p.m.
Ok. 0,5 km na północny wschód znajduje się Biała Góra, a dalej za nią Gosań. Przy południowym zboczu wzniesienia przebiega droga wojewódzka nr 102.
Nazwę Kawcza wprowadzono urzędowo w 1949 roku, zastępując poprzednią niemiecką nazwę Kaffee-Berg.
Przez górę prowadzi  czarny szlak pieszy z Międzyzdrojów.